# Gare de Pezou
Gare de Pezou vasútállomás Franciaországban, Pezou településen.

## Vasútvonalak
Az állomást az alábbi vasútvonalak érintik:
- Párizs-Tours-vasútvonal

## Kapcsolódó állomások
A vasútállomáshoz az alábbi állomások vannak a legközelebb:
- Gare de Vendôme (Gare de La Membrolle-sur-Choisille)
- Gare de Fréteval - Morée (Gare de Brétigny)